# Andreas Ibertsberger
Andreas Ibertsberger (ur. 27 lipca 1982 w Salzburgu) – piłkarz austriacki grający na pozycji bocznego obrońcy.

## Kariera klubowa
Ibertsberger pochodzi z Salzburga. Karierę piłkarską rozpoczął w małym klubie SV Seekirchen 1945, a następnie podjął treningi w BNZ Salzburg. Następnie trafił do profesjonalnego SV Salzburg. W sezonie 2000/2001 zadebiutował w jego barwach w austriackiej Bundeslidze. W pierwszych dwóch sezonach rozegrał tylko 5 spotkań w lidze, w ale już w sezonie 2002/2003 był podstawowym zawodnikiem i zajął z nim wówczas 3. pozycję. W Salzburgu grał do końca 2004 roku. Dla tego klubu rozegrał łącznie 84 mecze i strzelił 4 gole.
W styczniu 2005 roku Ibertsberger podpisał kontrakt z niemieckim zespołem SC Freiburg. Kosztował 300 tysięcy euro, a w Bundeslidze zadebiutował 22 stycznia w zremisowanym 0:0 wyjazdowym meczu z Hansą Rostock. Od czasu transferu do Freiburga grał w pierwszym składzie, jednak wiosną spadł z tym klubem do drugiej ligi. Jednak ani w sezonie 2005/2006, ani w 2006/2007 nie zdołał wrócić z Freiburgiem do niemieckiej ekstraklasy. W klubie tym grał do końca 2007 roku i rozegrał łącznie 82 ligowe mecze, w których zdobył jedną bramkę.
Na początku 2008 Andreas został zawodnikiem TSG Hoffenheim walczącego o awans do pierwszej ligi. Trafił tam za 250 tysięcy euro. 10 lutego rozegrał dla tego klubu swój pierwszy mecz, a Hoffenheim wygrało 4:2 z Borussią Mönchengladbach. Na koniec sezonu awansował z Hoffenheim do 1. Bundesligi.
| Sezon   | Klub           | Kraj    | Rozgrywki             | Mecze | Bramki |
| ------- | -------------- | ------- | --------------------- | ----- | ------ |
| 2000/01 | SV Salzburg    | Austria | Bundesliga            | 1     | 0      |
| 2001/02 | SV Salzburg    | Austria | Bundesliga            | 4     | 0      |
| 2002/03 | SV Salzburg    | Austria | Bundesliga            | 24    | 1      |
| 2003/04 | SV Salzburg    | Austria | Bundesliga            | 34    | 1      |
| 2004/05 | SV Salzburg    | Austria | Bundesliga            | 21    | 2      |
| 2004/05 | SC Freiburg    | Niemcy  | Bundesliga            | 13    | 0      |
| 2005/06 | SC Freiburg    | Niemcy  | 2. Fußball-Bundesliga | 32    | 1      |
| 2006/07 | SC Freiburg    | Niemcy  | 2. Fußball-Bundesliga | 27    | 0      |
| 2007/08 | SC Freiburg    | Niemcy  | 2. Fußball-Bundesliga | 10    | 0      |
| 2007/08 | TSG Hoffenheim | Niemcy  | 2. Fußball-Bundesliga | 15    | 0      |
| 2008/09 | TSG Hoffenheim | Niemcy  | Bundesliga            | 24    | 0      |
| 2009/10 | TSG Hoffenheim | Niemcy  | Bundesliga            | 23    | 1      |
| 2009/10 | TSG Hoffenheim | Niemcy  | Bundesliga            | 20    | 0      |

## Kariera reprezentacyjna
W reprezentacji Austrii Ibertsberger zadebiutował 13 października 2004 w zremisowanym 3:3 meczu z Irlandią Północną. Pierwszą bramkę w kadrze narodowej zdobył sierpniu 2005 w sparingu ze Szkocją, w którym padł remis 2:2. W 2008 roku został powołany przez selekcjonera Josefa Hickersbergera do szerokiej kadry na Euro 2008, jednak ostatecznie nie znalazł się w 23-osobowej drużynie na ten turniej.